# Diagnostický půdní horizont
Diagnostický půdní horizont („půdní horizont“) je vrstva půdy, která má specifické horizontální umístění a určité fyzikální a chemické vlastnosti. Je vymezen souborem vizuálních analytických znaků s hraničními měřitelnými hodnotami. Všechny půdní horizonty tvoří půdní profil.
Existuje velké množství klasifikací půd pro potřeby různých států, které mají samozřejmě odlišné druhy půd. Diagnostické horizonty se značí kombinací písmenočíselných kódů.

## Značení půdních horizontů
- velká písmena – označují hlavní typy horizontů
- malá písmena – označují vlastnosti jednotlivých horizontů (subhorizonty)
- arabské číslice v příponě – určují vertikální členění
- arabské číslice v předponě – určují rozčlenění půdotvorných substrátů

Horizonty se označují velkými písmeny – anglické zkratky, popř. číslicemi. K subhorizontům se pak připojuje ještě malé písmeno označující samotný subhorizont. Půdní horizonty se liší chemismem, fyzikálními vlastnostmi, ale též faunou a florou.
Kombinace velkých písmen se používá u přechodných horizontů.

## Základní diagnostické horizonty

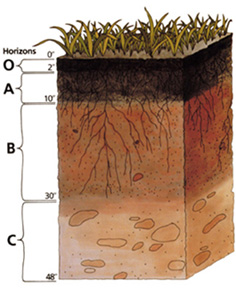
Základní diagnostické horizonty
O – nadložní organický horizont
A – humusový horizont
B – metamorfický horizont
C – půdotvorný substrát

Čtyři jednoduché diagnostické horizonty, tedy horizont A, horizont B a horizont C, jsou znázorněny na obrázku.
Základní horizonty sestupně od zemského povrchu k matečné hornině jsou:
- L – opadanka
- O – nadložní organický horizont
- A – horizont A (humusový horizont)
- E – eluviální horizont (podle eluvial)
- B – Horizont B (metamorfický horizont)
- C – Horizont C (půdotvorný substrát)
- D – podložní hornina
- R – matečná hornina (podle rock – skála)

## Stručný popis jednotlivých půdních horizontů
Horizont A (pravý humusový horizont):
- na rozdíl od povrchového humusu (L,F,H) je minerální povahy
- barva – černá, černošedá, tmavá

Horizont B (iluviální):
- obohacený; okrový, hnědý, rezavý, červený
- Bv – kambický > obohacený o jíl

Horizont E (eluviální):
- ochuzený, vybělený; vždycky světlý, bílošedý, nažloutlý
- ochuzen např. o železo a hliník v podzolu, o jíl u fluvizemí

Horizont C:
- je to půdotvorný substrát, vzniká z ní půda

Horizont D:
- podložní substrát, půda z něj nevzniká, ale byla na něj dodatečně přemístěná
- např. naplavením, navátím

Horizont G:
- Go glejový oxidační, přístup O2
- Gr glejový redukční bez O2 (hnití, zapáchá)

Horizont Ca (karbonátový):
- dochází v něm k akumulaci CaCO3 např. v podobě hrudek – cicvárů u černozemí

Horizont T:
- organozemní (rašelinné) horizonty, jednotlivé vrstvy rašeliny T1, T2 … Tn